# Чарлс Менсън
Чарлс Менсън (на английски: Charles Manson) е американски престъпник, известен като главатаря на псевдокомуната „Семейство Менсън“, зародила се в Калифорния в края на 1960-те години.
Обвинен е в съучастие в убийствата на бременната Шарън Тейт (съпруга на известния режисьор Роман Полански), Лено Ла Бианка и Розмари Ла Бианка, извършени от членове на групата по негово разпореждане. Първоначално е осъден на смърт, но през 1972 г. Върховният съд на Калифорния отменя налагането на смъртни присъди и Менсън получава доживотен затвор.
Името на Менсън се свързва с „Хелтър Скелтър“ – израз, заимстван от едноименната песен на „Бийтълс“. Интерпретацията на Менсън върху текста на песента е, че тя описва апокалиптична расова война, чието начало би се катализирало от неговите убийства. Тази връзка с рок музиката затвърждава образа му в популярната култура на емблема на умопомрачението, насилието и макабрата. „Хелтър Скелтър“ е заглавието, под което прокурорът по делото срещу Менсън, Винсънт Булиоси, издава книга за убийствата му.
По времето, когато комуната започва да се заражда, Менсън е безработен бивш затворник, прекарал половината си живот в изправителни учреждения. Малко преди да започне да извършва убийствата, той е малко известен певец в Лос Анджелис. Това се дължи до голяма степен на случайно запознанство с Денис Уилсън, който е член на „Бийч Бойс“. Неговите песни получават по-широко търговско разпространение, след като вече е обвинен в нарушаване на закона. По-късно рок групи и музиканти като „Гънс Ен' Роузис“ и Мерилин Менсън правят кавър версии на негови песни.
Смъртната присъда на Менсън е автоматично заменена с доживотен затвор заради решение от 1972 г. на Върховния съд на Калифорния, който временно отменя смъртното наказание. Евентуалното възстановяване на смъртната присъда в Калифорния не повлиява на Менсън, който излежава присъдата си в щатския затвор Коркоран. На 19-ти ноември 2017 г. умира от естествена смърт на 83-годишна възраст.

## Детство
Роден от 16-годишната неомъжена Катлийн Мадокс в болница в Синсинати, Менсън е наречен „Безименния Мадокс“. В рамките на няколко седмици той бива записан като Чарлс Майлс Мадокс. За известен период от време след неговото раждане майка му е омъжена за обикновен работник на име Уилям Менсън, чиято фамилия е дадена на момчето. Биологичният баща на детето изглежда е бил т. нар. „Полковник Скот“, срещу когото Катлийн Мадокс подава иск за извънбрачно дете и стигат до съдебно споразумение през 1937 г. Вероятно момчето никога не е познавало баща си. Няколко твърдения от досието на Менсън от 1951 г. от Националното училище за обучение на момчета във Вашингтон, което той е посещавал 7 месеца, намекват за възможността „Полковник Скот“ да е афроамериканец. Това включва и първите две изречения от раздела за семейството му: „Баща: неизвестен. Твърди се, че е цветнокож готвач на име Скот, с когото майката на момчето е имала контакт по време на бременността.“ Когато през 1971 г. бива разпитан относно тези официални данни от прокурора Винсънт Булиоси, Менсън категорично отрича неговият биологичен баща да е от афроамерикански произход.
Твърди се, че майката на Менсън е била алкохоличка. Според член на семейството тя веднъж продава сина си за халба бира на бездетна сервитьорка, от която няколко дена по-късно чичото на момчето го връща. Когато майката на Менсън и брат ѝ са осъдени за обир на бензиностанция в Чарлстън, Западна Вирджиния, през 1939 г., момчето е оставено при леля си и чичо си в Макмеън, Западна Вирджиния. След предсрочното освобождаване на Катлийн през 1942 г. тя връща сина си и живее с него в порутени хотелски стаи. Самият Менсън по-късно определя прегръдката на майка си след излизането ѝ от затвора като неговия единствен, щастлив детски спомен.
През 1947 г. Катлийн Мадокс иска да настани сина си в дом за отглеждане, но не намира такъв. Съдът го настанява в училището за момчета „Жибо“ в Тера Хоут, Индиана. След 10 месеца той избягва оттам и отива при майка си, която обаче го отхвърля.

## Първи престъпления
С извършването на кражба на магазин за хранителни стоки Менсън се сдобива с пари, с които може да си позволи хотелска стая. Серията от кражби, при една от които той открадва колело, приключва, когато го залавят на местопрестъплението. Изпратен е в център за непълнолетни в Индианаполис. Неговото бягство след само ден води до повторното му залавяне и пренастаняване в „Бойс Таун“. Четири дни след пристигането му там той пак успява да избяга, с друго момче. Двамата извършват въоръжен грабеж 2 пъти, на път към дома на чичото на момчето. Хванат по време на втория от последователните му грабежи на хранителни магазини, Менсън (едва на 13 години) е изпратен в момчешко училище в Индиана, където по-късно твърди, че е бил сексуално малтретиран. След много провалени опити през 1951 г. той бяга с още две момчета. Тримата са заловени в Юта, шофирайки към Калифорния, с откраднати от тях коли. Успяват да оберат няколко бензиностанции по пътя. За престъплението, което извършва – преминаването на щатските граници с открадната кола, Менсън е изпратен във Вашингтон, окръг Колумбия в Национално обучително момчешко училище. Въпреки 4-те години на обучение и резултат на тест за интелигентност 109, той е неграмотен. След това социален работник го определя за агресивно асоциален.